# 方仲賢
方仲賢（1998年11月20日—），香港浸會大學前学生会会长。

## 生平
2010年至2018年间在聖公會聖馬利亞堂莫慶堯中學就读，之后入讀香港浸會大學，2019年3月23日起担任香港浸會大學學生會幹事長并兼任會長。
2019年8月6日，方仲賢因购买鐳射笔遭警方逮捕，罪名为“涉嫌藏有攻击性武器”，事件引发外界不满，大批市民前往警署抗议，浸大学生会谴责警方制造白色恐怖，惟未有指出該鐳射笔能對人体做成傷害。
2019年12月，方仲賢在脸书发文质疑台湾民进党是否只想用香港「人血饅頭」换取选票，事后赴台录制视频道歉，表示不可能批评一向支持香港的民进党，只因救人心切，字眼使用失当。
2020年12月2日，香港警方逮捕方仲賢，指控其2019年8月6日遭警员截查时逃走，以妨碍司法公正、拒绝被捕、藏有攻击性武器等三项罪名起诉。 法庭將案件排期至2021年12月6日開審，預料審訊需時十天，控方計劃傳召兩名市民、五名警員、七名醫務人員及五名專家作供。
2022年2月9日，法官游德康在區域法院裁定方仲賢管有攻擊性武器罪脫，不過拒捕及妨礙司法公正兩罪成。控罪指，方仲賢於2019年8月6日在深水埗鴨寮街及桂林街一帶，攜有攻擊性武器，即十個能發出鐳射光束的裝置；並於同日在桂林街抗拒在警務人員林發建；及同日在警員檢取其手提電話作為證物前，將電話重新設置。就管有攻擊性武器罪，法官雖然不接納方仲賢指鐳射筆用於觀星的說法，不過法官指案發時現場附近沒有示威行動，鐳射筆沒裝上電池，方仲賢家中亦沒搜出電池，難以判斷鐳射筆會被如何使用，裁定控方未能證明方仲賢有傷人意圖。至於拒捕罪，法官認為警員有合理理由截查方仲賢，而且警員已表明身分及展示委任證，方仲賢必定知道警員身分才逃跑，又認為方仲賢反覆要求警員出示委任證只是「混淆視聽」。最後一項妨礙司法公正罪，法官認為方仲賢被截查時表現得比警察更冷靜，處處與警員針鋒相對，而方仲賢購買鐳射筆時沒有買電池，形容是經過深思熟慮，方仲賢預料到會被檢控，手機亦會被檢取調查。法官又指，方仲賢在案發時曾多次使用電話通訊，但電話被檢取後卻發現無電話卡，認為方仲賢重設電話以阻礙警方調查。到同年4月7日，辯方大律師於區域法院求情稱，方仲賢獲得英國兩間大學取錄，並在還押8星期獲深刻教訓，希望能獲判處緩刑，能夠在9月入學。不過法官認為校方會批准他延期入學，裁定他即時入獄9個月。
到2022年8月11日，方仲賢刑滿出獄，多名親友迎接，其母親亦為他安排辟邪儀式。而他表示決定赴倫敦大學修讀國際關係，並將在未來數周內離開香港。他被記者問及會否不捨得香港，他表示「無⋯⋯呢度只會沉淪」，而他對英國的生活感到期待，希望有新開始。